# Partula guamensis
Partula guamensis е вид коремоного от семейство Partulidae. Видът е критично застрашен от изчезване.

## Разпространение
Видът е ендемичен за остров Понпей, Микронезия.